# 孫賦謙
孫賦謙（1835年—？），號壽堂，直隸衡水縣（今河北省衡水市）人，清朝政治人物、同進士出身。
廩生出身。咸豐八年（1858年），鄉試中舉。同治十三年（1874年），登進士，兵部職方司行走。光緒十五年，任武選司主事。光緒十七年，任武選司員外郎。光緒二十年，任寶源局監督。光緒二十一年，任山東道御史。光緒二十三年，任四川敘州府知府。